# Gerhard Baader
Gerhard Oskar Baader (* 3. Juli 1928 in Wien; † 14. Juni 2020 in Berlin) war ein österreichischer Philologe und Medizinhistoriker.

## Leben
Gerhard Baader stammte aus einer österreichischen Familie und wuchs in Wien auf. Gerhard Baader war der Sohn von Oskar Baader († 1945) und Cäcilie, geborene Adler (* 1887). Sein Vater war katholischer Sozialdemokrat, seine Mutter Jüdin. Die Eltern hatten einander beim Studium im Anglistischen Seminar der Universität Wien kennengelernt, damals eine Brutstätte des Antisemitismus. In der Zeit des Nationalsozialismus besaß der Deutsche Akademische Anglistenverband großen Einfluss auf die Personalpolitik der Universitäten. Ihre Verlobung bedeutete im Zusammenhang mit einem Arierparagraphen in der Satzung des Anglistenverbandes das Ende von Oskar Baaders akademischer Karriere als Anglist. Er wurde dann Lehrer und war bis zu seiner Entlassung an einem Wiener Gymnasium tätig. Nach dem Anschluss Österreichs hatte das Ehepaar Baader seine Wohnung verloren und bezog ein ihr zugewiesenes Haus in der Leopoldstadt.
Gerhard Baader wurde getauft, der Weihnachtsbaum gehörte ebenso zu seiner Kindheit wie die jüdischen Traditionen in der Familie seiner Mutter. Erst beim Begräbnis seiner jüdischen Großmutter 1942 fand er zum Judentum, als er, wenn auch ohne Bar Mitzwa, zu einem der erforderlichen Minjan (erwachsene jüdische Männer) beim Toten- bzw. Kaddisch-Gebet gezählt wurde. Als sogenannter „Halbjude“ wurde er im Gymnasium schikaniert und gehörte in Österreich zu den „privilegierten“ Juden. Er musste 1942 das Gymnasium verlassen und wurde „für öffentliche Arbeiten dienstverpflichtet“. Die Familie Baader wurde von der „Hilfsstelle für nichtarische Christen“ des Wiener Erzbistums unterstützt. Er kam als Hilfsarbeiter in ein Installationsunternehmen. Bei der Deutschen Arbeitsfront (DAF) erhielt er, um sich für den „Endsieg“ nützlich zu machen, eine Ausbildung zum Schweißer. Als „Mischling“ (kein Mitglied der Israelitischen Kultusgemeinde, IKG) musste Gerhard Baader anders als „Geltungsjuden“ (IKG-Mitglieder) während der Zeit des Nationalsozialismus „nur“ Zwangsarbeit leisten. Anschließend musste er 1944/45 – im Alter von 16 Jahren – ein knappes Jahr in einem Zwangsarbeitslager der Waffen-SS arbeiten. Für Oskar Baader, einst Offizier im Ersten Weltkrieg, war die Erniedrigung durch die Kommandanten laut seinem Sohn Gerhard zu viel. Im November 1945 nahm sich Oskar Baader das Leben. Gerhard Baader musste paramilitärische Aufgaben übernehmen und dabei den Rückzug der Wehrmacht von Osteuropa her mit Schanzenarbeiten, Erdarbeiten (Aushebung von Panzergräben am „Südostwall“) und Sprengarbeiten unterstützen. Befreit wurde er in Wien im Mai 1945 durch die Rote Armee.
Er besuchte wieder das Gymnasium, begegnete jedoch rassistischen Vorurteilen wie schon vor 1942. Er verließ die Lehranstalt und konnte sich in einem Kurs, der eigens für vom nationalsozialistischen Regime Verfolgte eingerichtet worden war, auf die Matura vorbereiten, die er 1947 bestand. Baader löste sich nunmehr endgültig von der katholischen Kirche. Er begann sich in österreichischen sozialdemokratischen Jugend- und Studentenorganisationen zu engagieren. Ab der Mitte der 1970er Jahre orientierte sich Baader politisch zunehmend nach links. Er blieb sein Leben lang aber überzeugter Sozialdemokrat, der für eine offene und gerechtere Gesellschaft einstand. Erst die Sozialdemokratische Partei Österreichs (SPÖ), deren Mitglied er war, und später die Sozialdemokratische Partei Deutschlands (SPD) seien Parteien gewesen, die sein Leben bestimmt hätten.
In seinem späteren Leben verband er sich wieder mit seinen jüdischen Wurzeln und engagierte sich in der Jüdischen Gemeinde zu Berlin. Mit seiner dritten Ehefrau lebte er von 1993 bis etwa 2003 in Israel. Etwa 2004 zurückgekehrt nach Deutschland wurde er stellvertretender Vorsitzender des Vereins Child Survivors Deutschland (Überlebende Kinder der Schoah). und an der Synagoge Oranienburger Straße („Neue Synagoge“) in Berlin als Gabbai (Laienvorsteher, Assistent des Rabbiners) tätig. Ebenso war er Vertrauensdozent und Beiratsmitglied im Begabtenförderungswerk Ernst Ludwig Ehrlich Studienwerk (ELES). Baaders Ehefrau starb 2008. Gerhard Baader starb kurz vor Erreichen seines 92. Lebensjahres. Er wurde am 19. Juni 2020 auf dem Jüdischen Friedhof Heerstraße im Berliner Bezirk Charlottenburg-Wilmersdorf beigesetzt; dort fand die Lewaja (Begräbnisprozession) statt.

## Wissenschaftliche Laufbahn
Von 1948 bis 1952 studierte Baader Klassische Philologie, Germanistik, Linguistik und Geschichtswissenschaft an der Universität Wien. Nach seiner Promotion 1952 (Thema: Untersuchungen zum Gebrauch der -tus- und -tio-Abstrakta im Lateinischen) zog Baader 1954 nach München, wo er als wissenschaftlicher Mitarbeiter der Bayerischen Akademie der Wissenschaften das Projekt Mittellateinisches Wörterbuch, Band I, bis 1966 mitbetreute und sich zunehmend für Medizingeschichte, insbesondere die mittelalterliche und frühneuzeitliche Medizin, interessierte. So trat er um 1959 in die Deutsche Gesellschaft für Geschichte der Medizin, Naturwissenschaften und Technik ein. 1967 wechselte er ans Institut für Geschichte der Medizin der Freien Universität Berlin in der Augustastraße. Dort war er ab 1967 wissenschaftlicher Assistent bei Heinz Goerke, ab 1968 Akademischer Rat bzw. Oberrat. Wie zuvor Goerke war er auch als Fachredakteur der Schweizer Zeitschrift Ars Medici tätig. Im Jahr 1975 begann Baader seine Lehrtätigkeit am Friedrich-Meinecke-Institut der FU Berlin sowie am Germanistischen Seminar der TU Berlin. 1979 habilitierte er sich zum Thema Die Bibliothek des Giovanni Marco da Rimini. Eine Quelle zur medizinischen Bildung im Humanismus.
Die kritische Aufarbeitung der NS-Medizinverbrechen begann nicht 1960, sondern erst zwei Jahrzehnte später, als sich das Thema mit der Kritik einer nachrückenden Generation an der Art und Weise des Umgangs mit Kranken und Behinderten verband. Der als Gegenveranstaltung zum im Mai 1980 stattfindenden 83. Deutschen Ärztetag in West-Berlin von kritischen Ärzten und Historikern, darunter Baader, organisierte „1. Gesundheitstag“ in West-Berlin mit 12.000 Teilnehmern, stand unter dem Motto „Medizin im Nationalsozialismus. Tabuisierte Vergangenheit — ungebrochene Tradition?“, befasste sich aber auch mit der Entfremdung zwischen Arzt und Patient sowie dem zunehmenden Medikamentenmissbrauch. Diese Veranstaltung stieß auf große Kritik unter den etablierten Standesvertretern. Sie wollten die Schuld der Ärzteschaft im Nationalsozialismus weiter vergessen, verdrängen oder zumindest retuschieren. Für sie war der Gesundheitstag eine Provokation. Dieser bzw. Baaders Auftritt dort markierte jedoch den Beginn einer vielfältigen Beschäftigung mit der NS-Medizin. In der Folge machte Baader, der sich nach einer Affäre um Alexander Berg und Gernot Rath 1964 wie Heinz Goerke, Gunter Mann (1924–1992) und andere Fachvertretern noch gegen eine umfassende Aufklärung der Verwicklung des Faches Medizingeschichte in den Nationalsozialismus entschieden hatte, die Medizin im Nationalsozialismus nun zu einem der Forschungsschwerpunkte des Berliner Instituts, einem Wissenschaftszweig, in dem er mit Rolf Winau (West-Berlin), Fridolf Kudlien (Kiel), Werner Friedrich Kümmel (Mainz), Gunter Mann (Frankfurt am Main) und Eduard Seidler (Freiburg im Breisgau) zu der anfangs recht kleinen Gruppe von Medizinhistorikern gehörte, die das Thema Medizin im Nationalsozialismus in den Mittelpunkt ihrer Forschung stellten. Auch Baaders Mitarbeiter Heinz-Peter Schmiedebach trat auf dem Gesundheitstag auf.
Mit dem Medizinhistoriker Gundolf Keil verband Baader eine jahrelange gemeinsame Forschungstätigkeit, etwa bei der Erforschung französische und englischer Bibliotheken sowie italienischer Archive, bei gemeinsamen Editionen von Fachprosa und der Herausgabe des Standardwerkes Medizin im mittelalterlichen Abendland 1982. Im Jahr 1983 wurde er zum außerplanmäßigen Professor des inzwischen entstandenen Instituts für Geschichte der Medizin und Ethik in der Medizin der Charité ernannt. 1993 trat er in den Ruhestand, zog mit seiner dritten Ehefrau nach Israel um und lebte dort zehn Jahre. Er war dort Visiting Professor an der Hebräischen Universität Jerusalem (Hadassah Medical School), wo er Geschichte der Medizin unterrichtete. Er kehrte 2003 oder 2004 nach Berlin zurück und war weiterhin forschend und publizistisch tätig, etwa 2018 zum Thema Public health, Eugenik und Rassenhygiene in der Weimarer Republik und im Nationalsozialismus: Gesundheit und Krankheit als Vision der Volksgemeinschaft.

## Forschungs- und Lehrschwerpunkte
Gerhard Baader forschte im Bereich der Geschichte der Antike, des Mittelalters und der Neuzeit. Ab 1980 behandelte er die Sozialgeschichte der Medizin sowie die Emigrationsforschung. Er engagierte sich bei der Herausgabe von Tagungsbänden des Vereins für Sozialgeschichte der Medizin und des wegweisenden Sammelbandes Eugenik in Österreich. Besonders untersuchte er den Einfluss deutscher Medizin beim Aufbau des Gesundheitswesens in Palästina (Israel). Die Medizin im Talmud, besonders in ihrem Verhältnis zur griechischen Medizin, fand ebenfalls sein Interesse. Er zählt zu den Pionieren der historischen Forschung zur Medizin im Nationalsozialismus. Im Jahr 1980 gründete er die „Arbeitsgemeinschaft zur Medizin im Nationalsozialismus“ und 1982 den „Arbeitskreis für die Erforschung der Geschichte der NS-Euthanasie und Zwangssterilisation“. Mit dem Kirchenhistoriker Werner Affeldt (1928–2019) forschte er ab 1984 interdisziplinär zur Geschichte von Frauen in Antike und Mittelalter im neuen Forschungsgebiet der Frauen- und Geschlechtergeschichte. Heftige Diskussion mit Robert Jütte, dem Direktor des Instituts für Geschichte der Medizin der Robert Bosch Stiftung ergaben sich aus Baaders Ansicht, dass alternative Heilkulturen eine besondere Affinität zu rassistischem Gedankengut hätten.
Seine Lehrschwerpunkte waren:
- Medizin im Nationalsozialismus
- Medizin im Talmud in ihrem Verhältnis zur griechischen Medizin, besonders im Hellenismus
- Jüdisches Leben in Deutschland, besonders im 20. Jahrhundert
- Auseinandersetzung mit dem Holocaust (ab 1986 auch im Historikerstreit[27]).

Baader verfasste zahlreiche Artikel für die Neue Deutsche Biographie.

## Ehrungen
- 1997 erschien ihm zu Ehren die akademische Festschrift Medizingeschichte und Gesellschaftskritik.[29]
- Für sein Engagement bei der Aufarbeitung der Rolle der Medizin im Nationalsozialismus erhielt Baader im September 2018 das Bundesverdienstkreuz.[30][31]

## Mitgliedschaften
- Instituts für Österreichische Geschichtsforschung
- Verband der Historiker und Historikerinnen Deutschlands
- Mommsen-Gesellschaft
- Israel Society for History of Medicine
- Société Internationale d’Histoire de la Médicine

## Veröffentlichungen (Auswahl)
- Untersuchungen zum Gebrauch der -tus und -tio-Abstrakta im Lateinischen. Philosophische Dissertation Wien 1952.
- Überlieferungsprobleme des Aulus Cornelius Celsus. In: Forschungen und Fortschritte. Band 34, 1960, S. 215–218.
- Der Berliner Codex Phillipp. 1790, ein frühmittelalterliches medizinisches Kompendium. In: Medizinhistorisches Journal. Band 1, 1966, S. 150–155.
- Zur Terminologie des Constantinus Africanus. In: Medizinhistorisches Journal. Band 2, 1967, S. 36–53.
- Die Anfänge der medizinischen Ausbildung im Abendland bis 1100. In: La scuola nell’occidente latino dell’alto medioevo, Spoleto 15–21 aprile 1971 (= Settimane di studio del Centro italiano di studi sull’alto medioevo. Band 19, 2). Spoleto 1972, S. 669–718 und 725–742.
- Mittelalterliche Medizin in bayerischen Klöstern. In: Sudhoffs Archiv. Band 57, 1973, S. 275–296.
- als Hrsg. mit Gundolf Keil: Medizin im mittelalterlichen Abendland. Wissenschaftliche Buchgesellschaft, Darmstadt 1982 (= Wege der Forschung. Band 363).
- Die Entwicklung der medizinischen Fachsprache in der Antike und im frühen Mittelalter. In: Gerhard Baader, Gundolf Keil (Hrsg.): Medizin im mittelalterlichen Abendland. Wissenschaftliche Buchgesellschaft, Darmstadt 1982 (= Wege der Forschung. Band 363), S. 417–442.
- Die Entwicklung der medizinischen Fachsprache im hohen und späten Mittelalter. In: Gundolf Keil, Peter Assion (Hrsg.): Fachprosaforschung. Acht Vorträge zur mittelalterlichen Artesliteratur. Berlin 1974, S. 88–123.
- mit Gundolf Keil: Mittelalterliche Diagnostik. Ein Bericht. In: Medizinische Diagnostik in Geschichte und Gegenwart. Festschrift für Heinz Goerke zum sechzigsten Geburtstag. Hrsg. von Christa Habrich, Frank Marguth und Jörn Henning Wolf unter Mitarbeit von Renate Wittern. München 1978 (= Neue Münchener Beiträge zur Geschichte der Medizin und Naturwissenschaften. Medizinhistorische Reihe. Band 7/8), S. 121–144.
- Die Schule von Salerno. In: Medizinhistorisches Journal. Band 13, 1978, S. 124–145.
- Naturwissenschaft und Medizin im 12. Jahrhundert und Hildegard von Bingen. In: Archiv für mittelrheinische Kirchengeschichte. Band 31, 1979, S. 33-–54.
- Gesellschaft, Wirtschaft und ärztlicher Stand im frühen und hohen Mittelalter. In: Medizinhistorisches Journal. Band 14, 1979, S. 176–185.
- Medizinisches Reformdenken und Arabismus im Deutschland des 16. Jahrhunderts. In: Sudhoffs Archiv. Band 63, 1979, S. 261–296.
- mit Ulrich Schultz: Medizin und Nationalsozialismus. Tabuisierte Vergangenheit, ungebrochene Tradition? Berlin-West 1980.
- Galen im mittelalterlichen Abendland. In: Vivian Nutton (Hrsg.): Galen: Problems and Prospects. A Collection of Papers, submitted at the 1979 Cambridge Conference. London 1981, S. 215 f.
- Theorie und Praxis vorsalernitanischer Uroskopie. Ref. 65. In: Jahrestagung der Deutschen Gesellschaft für Geschichte der Medizin, Naturwissenschaften und Technik e. V. Trier 1982.
- Stadtentwicklung und psychiatrische Anstalten. In: Gundolf Keil (Hrsg.): „gelêrter der arzeniê, ouch apotêker“. Beiträge zur Wissenschaftsgeschichte. Festschrift zum 70. Geburtstag von Willem F. Daems. Horst Wellm, Pattensen 1982 (= Würzburger medizinhistorische Forschungen. Band 24), ISBN 3-921456-35-5, S. 239–253.
- Die Antikerezeption in der Entwicklung der medizinischen Wissenschaft während der Renaissance. In: Rudolf Schmitz, Gundolf Keil (Hrsg.): Humanismus und Medizin. Acta humaniora, Weinheim 1984 (= Deutsche Forschungsgemeinschaft: Mitteilungen der Kommission für Humanismusforschung. Band 11), ISBN 3-527-17011-1, S. 51–66.
- Lehrbrief und Kurztraktat in der medizinischen Wissensvermittlung des Früh- und Hochmittelalters. In: Norbert Richard Wolf (Hrsg.): Wissensorganisierende und wissensvermittelnde Literatur im Mittelalter. Perspektiven ihrer Erforschung. Wiesbaden 1987 (= Wissensliteratur im Mittelalter. Band 1), S. 246–254.
- als Hrsg. mit Gundolf Keil: Medizin im mittelalterlichen Abendland. Wissenschaftliche Buchgesellschaft, Darmstadt 1982 (= Wege der Forschung. Band 363).
- als Hrsg. mit Rolf Winau: Die hippokratischen Epidemien. Theorie – Praxis – Tradition. Verhandlungen des Ve Colloque International Hippocratique, veranstaltet von der Berliner Gesellschaft für Geschichte der Medizin in Verbindung mit dem Institut für Geschichte der Medizin der Freien Universität Berlin, 10.–15.9.1984 (= Sudhoffs Archiv. Beiheft 27). Franz Steiner Verlag, Stuttgart 1984, ISBN 3-515-04559-7.
- Menschenversuche im Nationalsozialismus. In: Hanfried Helmchen, Rolf Winau (Hrsg.): Versuche mit Menschen in Medizin, Humanwissenschaft und Politik. Berlin / New York 1986, S. 41–82.
- als Hrsg. mit Veronika Hofer und Thomas Mayer: Eugenik in Österreich. Biopolitische Strukturen von 1900–1945. Wien 2007.